# Funa laterculoides
Funa laterculoides là một loài ốc biển, là động vật thân mềm chân bụng sống ở biển trong họ Turridae.

## Miêu tả
Loài này có vỏ dài 20 mm.

## Phân bố
Loài này phân bố dọc theo the coasts của Nam Phi.